# KitKatClub

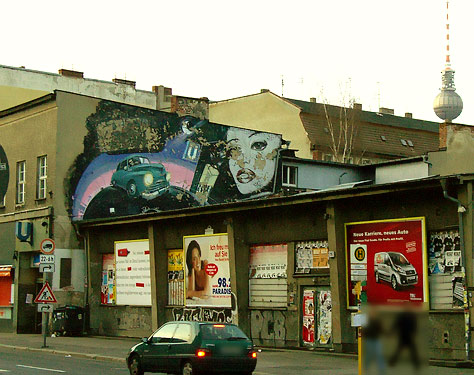
KitKatClub Berlin, vor 2008

Der KitKatClub ist ein Techno-Club in Berlin.

## Konzept
Der Club ist für ein hohes Maß an sexueller Freizügigkeit bekannt. Die Türpolitik des Clubs gilt als sehr streng. Das bedeutet, ein beträchtlicher Teil der Gäste wird abgewiesen, insbesondere wenn ein angekündigter Dresscode nicht eingehalten wird. Es kann aber innerhalb des Clubs auch Kleidung gekauft werden.
Überregionale Bekanntheit hat der Club insbesondere für die regelmäßig samstags stattfindende CarneBall Bizarre – KitKatClubnacht erlangt. Auf dieser Party sind Fetisch-Kostüme und teilweise oder vollständige Nacktheit sehr häufig. Sowohl hetero- als auch homosexueller Sex unter den Anwesenden wird relativ offen praktiziert und akzeptiert, ebenso Selbstbefriedigung. Dies hat dem Club teilweise in der Öffentlichkeit das irreführende Image eingebracht, ein Swingerclub zu sein, was jedoch nicht der Fall ist. Tatsächlich überwiegt das übliche Geschehen eines Techno-Clubs, wobei elektronische Musik wie Trance und House gespielt wird. Die KitKatClubnacht geht am Sonntag ab 8 Uhr nahtlos über in eine Afterhour-Party bis 18 Uhr, auf der der Dresscode nicht mehr so streng ist und wobei es sich nach Angaben der Betreiber um die „dienstälteste Afterhour der Stadt“ handelt.
Auch an anderen Abenden gibt es in der Regel keinen so strengen (allerdings immer noch existierenden) Dresscode. Freitags werden Partys in Kooperation mit verschiedenen Szeneaktivisten gestaltet, darunter auch beispielsweise Goa-Partys.
2018 und 2019 fand jeweils ein Event des German Fetish Ball im KitKatClub statt. Für Homosexuelle findet einmal im Monat die Revolver Party sowie die PiepShow im KitKatClub statt. Zudem findet einmal im Jahr der Hustlaball zusammen mit berühmten Pornodarstellern statt.

## Name
Die Namensgebung des Clubs wurde inspiriert durch den legendären Kit Kat Club aus dem Musical Cabaret im Berlin der 1920er und 1930er Jahre. Die Intention war, die aufreizende, schrille und außergewöhnliche Atmosphäre des Clubs aus dem Musical mit seiner freizügigen Aktionskunst in einer zeitgenössischen Art und Weise wieder auferstehen zu lassen.

## Geschichte
Die Gründer, der in Kärnten geborene Simon Thaur und seine Lebensgefährtin Kirsten Krüger, waren beeinflusst von der Atmosphäre der Sunrise-Beach-Partys Ende der 1980er Jahre in Goa und den sexuellen Möglichkeiten, wie sie in diversen SM-Clubs zu finden sind. Kirsten Krüger ist seit Beginn Türsteherin im Club.

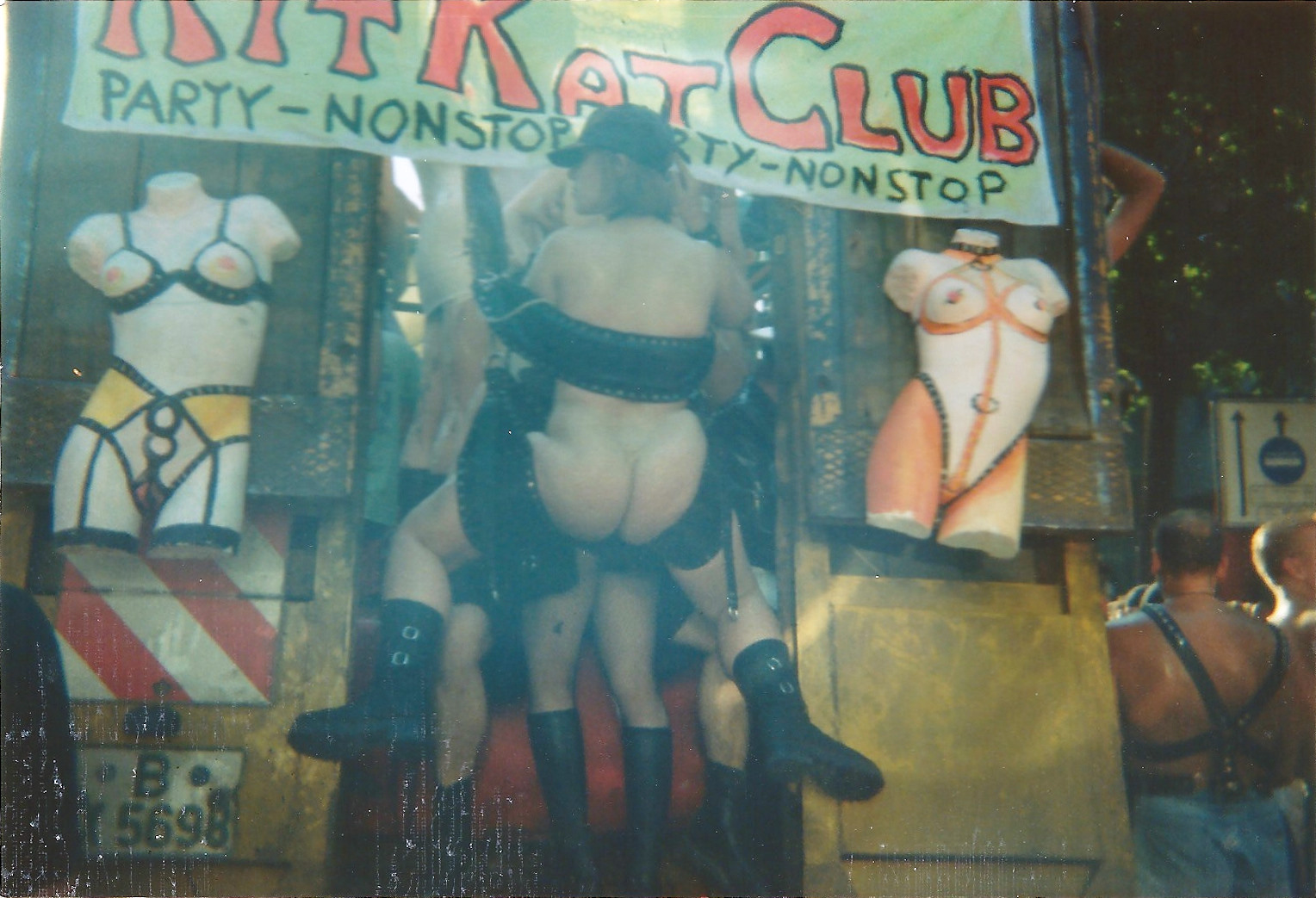
Der Wagen des KitKatClubs auf der Loveparade 1995

Im März 1994 begannen die Betreiber mit einer Clubbing-Veranstaltung Mittwochs in der Turbine in der Glogauer Straße (Berlin-Kreuzberg). Der eintretende Erfolg führte später, nach einer Zwischenstation im Vereinsheim 1993, zur Übernahme der Turbine und Umbenennung in den Club-Betrieb KitKatClub. Das Motto war damals wie heute „Do what you want but stay in communication!“ Szene-legendär waren neben dem „Crisco-Club“ für Homosexuelle auch die Sonntags-Afterhour „Freak-Show“ (heute „Piep Show“). Die Turbine wurde zu klein und führte 1999 zum Umzug in das Metropol-Theater am Nollendorfplatz. Seit 2001 befand sich der Club in der Malzfabrik Schöneberg. Seit Juli 2007 findet man den KitKatClub in den Räumlichkeiten des Sage über dem U-Bahnhof Heinrich-Heine-Straße in Mitte.
Heute ist der KitKatClub weit über die Grenzen Berlins und Deutschlands hinaus bekannt. Er war Schauplatz zahlreicher Fernsehreportagen. Wichtiger Bestandteil des außergewöhnlichen Ambientes wurde Schwarzlichtkunst. Von 1995 bis 2014 malte der Berliner Künstler Der Träumer (Vigor Calma) erotisch-psychedelische Gemälde für den Club und prägte damit die farbenfrohe, visuelle Gestaltung der Partys. Als „Ableger“ des Clubs finden die Partys in unregelmäßigen, ca. 2- bis 3-monatigen Abständen in Köln und in Karlsruhe statt. In Köln wurde die Party anfangs im Alten Wartesaal und wird aktuell (2017) in der Diskothek Bootshaus veranstaltet.
Am 1. März 2014 feierte der KitKatClub Berlin 20. Jubiläum. Vigor Calma hat ein Buch über die ersten Jahre des KitKat geschrieben und veröffentlichte es unter demselben Namen KitKatClub. Im Jahr 2019 erschien eine Neuauflage des Romans unter dem Titel Rausch in Berlin.
Im November 2019 wurde berichtet, dass Sage und KitKatClub das Gebäude in der Köpenicker Ecke Brückenstraße zum Juni 2020 verlassen müssen, da ihr Vertrag gekündigt wurde. Diese Berichte stellten sich jedoch als unvollständig heraus, da dies nur für das Mietverhältnis zwischen Sage-Betreiber (der die Räumlichkeiten an die Betreiber des KitKatClub untervermietete) und Vermieter galt. Zwischenzeitlich hatten die Betreiber des KitKatClub jedoch ein direktes Mietverhältnis mit dem Vermieter beschlossen.
Als erster Berliner Club sendete der KitKatClub seit der Schließung im Rahmen der Corona-Pandemie einen Audio- und Videostream live aus den Räumlichkeiten in Berlin-Mitte und verbundenen Locations. Auf der Website bestand die Möglichkeit, den Fortbestand des Clubs durch Spenden und Käufe zu unterstützen.
Während der Corona-Pandemie wurde im Eingangsbereich ein Corona-Testzentrum betrieben, in dem kostenlose Bürgertests und kostenpflichtige Tests für Reiseatteste durchgeführt wurden.
Am 2. März 2024 feierte der KitKatClub bei der Veranstaltung „Disco Bizarre“ sein 30-jähriges Jubiläum.

## Carneval Erotica
Politische Aufmerksamkeit bekam der KitKatClub 2001 als Hauptorganisator der Techno-Demonstration Carneval Erotica. Diese setzte sich unter anderem für eine Reform des Gaststättengesetzes von 1920, sexuelle Liberalisierung und ein positives Verhältnis zum Hedonismus ein. Auf Flugblättern einzelner Gegendemonstranten warnten diese vor „freiem Sex als Stempel auf der Urkunde unseres Unterganges“. In öffentlichen Erklärungen solidarisierte sich der Carneval Erotica mit der am selben Tag verbotenen Fuckparade. Die Demonstration fand am 14. Juli 2001 statt und bewegte sich mit einer ungenannten Zahl an Teilnehmern und mehreren zehntausend Zuschauern über den Kurfürstendamm. Nach der ersten Veranstaltung wurde kein weiterer Carneval Erotica durch das Ordnungsamt genehmigt.

## Kontroversen
Rammstein-Sänger Till Lindemann erhielt trotz Vorwürfen sexueller Übergriffe nach einem Konzert im Juli 2023 Einlass in den KitKatClub. Dies und der Umgang des Clubs mit dem Vorfall wurde von zwei der an dem Abend auflegenden sowie von weiteren Berliner DJs kritisiert.
Die Rechercheplattform EXIF – Recherche & Analyse deckte im Januar 2024 auf, dass im Club Rechtsextremisten als Türsteher arbeiten, die unter anderem der Hooliganszene des BFC Dynamo angehören. Auch die taz berichtet von sexistischen und queerfeindlichen Verhalten der Türsteher und kritisiert wie das FazeMag das Fehlen einer Awareness-Struktur. Zudem ist es wiederholt zu sexuellen Übergriffen gekommen.
Die Mitbetreiberin des Clubs Kirsten Krüger sagte zu den Vorwürfen, die Security-Mitarbeiter seien gar nicht für die Auswahl der Gäste zuständig, sondern sie selbst.

## Rezensionen
- Der Grieche Stratos Tzitzis war der erste Filmemacher, der während einer Party drehen durfte: Szenen für seinen Film Night Out, 2018 erschienen. Der Clubbetreiber Simon Thaur spielt dabei selbst in einer Szene mit (etwa bei 1:12 h).[28]
- 2022 drehte der deutsche Geiger David Garrett zu seiner Interpretation des klassischen Stücks Danse Macabre des Komponisten Camille Saint-Saëns ein Musikvideo im Berliner KitKatClub. Das von Garrett gespielte Stück befindet sich auf seinem Album Iconic.[29]